# Bathygobius meggitti
Bathygobius meggitti là một loài cá biển thuộc chi Bathygobius trong họ Cá bống trắng. Loài cá này được mô tả lần đầu tiên vào năm 1936.

## Từ nguyên
Từ định danh meggitti được đặt theo tên của F. J. Meggitt, nhà ký sinh trùng học thuộc Đại học Yangon, người đã gửi một bộ sưu tập cá, bao gồm cả loài cá này, cho các tác giả.

## Phân bố và môi trường sống
B. meggitti có phân bố trải rộng trên Ấn Độ Dương - Thái Bình Dương, từ vịnh Ba Tư dọc Đông Phi, về phía đông đến Palau và Fiji, ngược lên phía bắc đến miền nam Nhật Bản, giới hạn phía nam đến Úc và Nam Phi.
B. meggitti sống trên các rạn san hô và trong vũng thủy triều nhiều đá, độ sâu đến 20 m.

## Mô tả
Chiều dài cơ thể lớn nhất được ghi nhận ở B. meggitti là 6,2 cm. Đầu và thân màu nâu, có khoảng 5 đốm sẫm hơn (thường mờ ở lưng). Cá đực có các sọc nâu ngang theo các hàng vảy. Vây lưng trước sẫm màu hoặc có nhiều hàng đốm nâu, đốm đen rõ ngay sau mắt và 1–3 đốm đen nhỏ mờ hơn ở hai bên gáy (phía trên phần sau của nắp mang), và 1–3 đốm sẫm dọc theo đường giữa gáy.
Số gai vây lưng: 7; Số tia vây lưng: 9; Số gai vây hậu môn: 1; Số tia vây hậu môn: 8; Số gai vây bụng: 1; Số tia vây bụng: 5; Số tia vây ngực: 19–21.